# Organisation der Zentralamerikanischen Staaten
Die Organisation der Zentralamerikanischen Staaten (spanisch: Organización de Estados Centroamericanos / ODECA) war eine 1951 von Costa Rica, Guatemala, Honduras, Nicaragua und El Salvador gegründete zentralamerikanische Organisation. Auf ihre Initiative wurde 1960 der Zentralamerikanische gemeinsame Markt (MCCA) gegründet und 1991 durch Unterzeichnung des Protokolls von Tegucigalpa durch das SICA (Sistema de la Integración Centroamericana, Zentralamerikanisches Integrationssystem) abgelöst.
Sitz war San Salvador.